# Simola Golf & Country Estate
De Simola Golf & Country Estate is een countryclub in Knysna, Zuid-Afrika. De club is opgericht in 2005 en heeft een 18-holes golfbaan met een par van 72.
De club maakt deel uit van de hotel, de "Simola Hotel Country Club & Spa", dat boven op de heuvel ligt, en is gelegen aan de Tuinroute ("Garden Route"). Naast een golfbaan, heeft de club ook een indoorzwembad en een kuuroord.

## De baan
De golfbaan werd ontworpen door de golfbaanarchitect Jack Nicklaus. Nicklaus beplantte de fairways en de tees met kikuyugras, een tropische grassoort, en de greens met struisgras.
De par van de baan is 72 en er zijn vijf par-5 holes, vijf par-3 holes en acht par-4 holes.

## Golftoernooien
- Vodacom Origins of Golf Tour: 2009, 2011, 2012 & 2013